# Анрі-Жозеф Фене
Анрі-Жозеф Фене (фр. Henri Joseph Fenet; 11 червня 1919, Сейзер'я — 14 вересня 2002, Париж) — французький колабораціоніст, гауптштурмфюрер військ СС. Кавалер Лицарського хреста Залізного хреста.

## Біографія
Вивчав літературу у Сорбонні. Після початку Другої світової війни у вересні 1939 року призваний в армію. Брав участь в боях з німецькими військами в травні-червні 1940 року, був двічі поранений. Потім знаходився у таборі для інтернованих, звільнений 29 листопада 1942 року. В грудні 1942 року вступив у «Французьку міліцію», підконтрольну режиму Віші. В грудні 1943 року завербувався у війська СС. В січні-березні 1944 року проходив підготовку в юнкерському училищі СС у Бад-Тельці. З березня 1944 року — командир 3-ї роти 8-ї штурмової бригади СС «Франція». Брав участь у боях в Карпатах і на Віслі, був поранений. З вересня 1944 року — командир 1-го батальйону 57-го добровольчого полку СС. З 25 квітня до 2 травня 1945 року — командир 33-ї гренадерської дивізії СС «Шарлемань». 2 травня 1945 року під час битви за Берлін був важко поранений. Після закінчення війни взятий у полон радянськими військами і, як громадянин Франції, репатрійований на батьківщину. Військовим трибуналом був засуджений до 20 років тюремного ув'язнення, але був звільнений в 1949 році.

## Звання
- Лейтенант французької армії (1940)
- Оберштурмфюрер військ СС (20 березня 1944)
- Гауптштурмфюрер військ СС (18 березня 1945)

## Нагороди
- Воєнний хрест 1939—1945 із срібною зіркою (1940)
- Залізний хрест 2-го класу (22 серпня 1944) — за заслуги в боях у Галичині.
- Нагрудний знак «За поранення» в чорному (24 серпня 1944) — за поранення, отримане в Галичині.
- Залізний хрест 1-го класу (18 березня 1945) — за прорив радянського оточення в Померанії; одночасно підвищений до гауптштурмфюрера.
- Лицарський хрест Залізного хреста (29 квітня 1945) — у Федеральному архіві відсутні документи, які підтверджують нагородження.